# GSC3680-1045
GSC3680-1045 — хімічно пекулярна зоря спектрального класу B8, що має видиму зоряну величину в смузі V приблизно 10,4.

## Пекулярний хімічний вміст
Зоряна атмосфера GSC3680-1045 має підвищений вміст 
Si
.